# Nervio plantar medial
El nervio plantar medial es una de las dos ramas terminales del nervio tibial, y acompaña a la arteria plantar medial. Provee de la información sensitiva de la mayor parte de los dos tercios anteriores de la planta del pie, y la superficie plantar de los tres primeros dedos y la mitad del cuarto. Su distribución es comparable a la del nervio mediano en la mano.
El nervio entra en la planta del pie profundo al músculo abductor del dedo gordo, y luego se va hacia adelante entre este músculo y el flexor corto de los dedos, dando ramas que inervan ambos músculos. Inerva también al flexor corto del dedo gordo.
Luego se divide en un nervio digital plantar propio para la piel de la cara medial del dedo gordo, y en tres nervios digitales comunes, que dan inervación a la piel de la cara lateral del dedo gordo, el segundo y tercer dedo, y la cara medial del cuarto dedo. El primer nervio digital común da una rama para inervar el primer lumbrical